# Monte Agner
Il Monte Agnèr (2.872 m s.l.m.) è una cima del gruppo delle Pale di San Martino, di cui rappresenta l'estremità orientale. Divisa tra i comuni di Taibon Agordino (versante nordovest) e Voltago Agordino (versante sudest), separa la valle di San Lucano dalla valle Sarzana.

## Descrizione

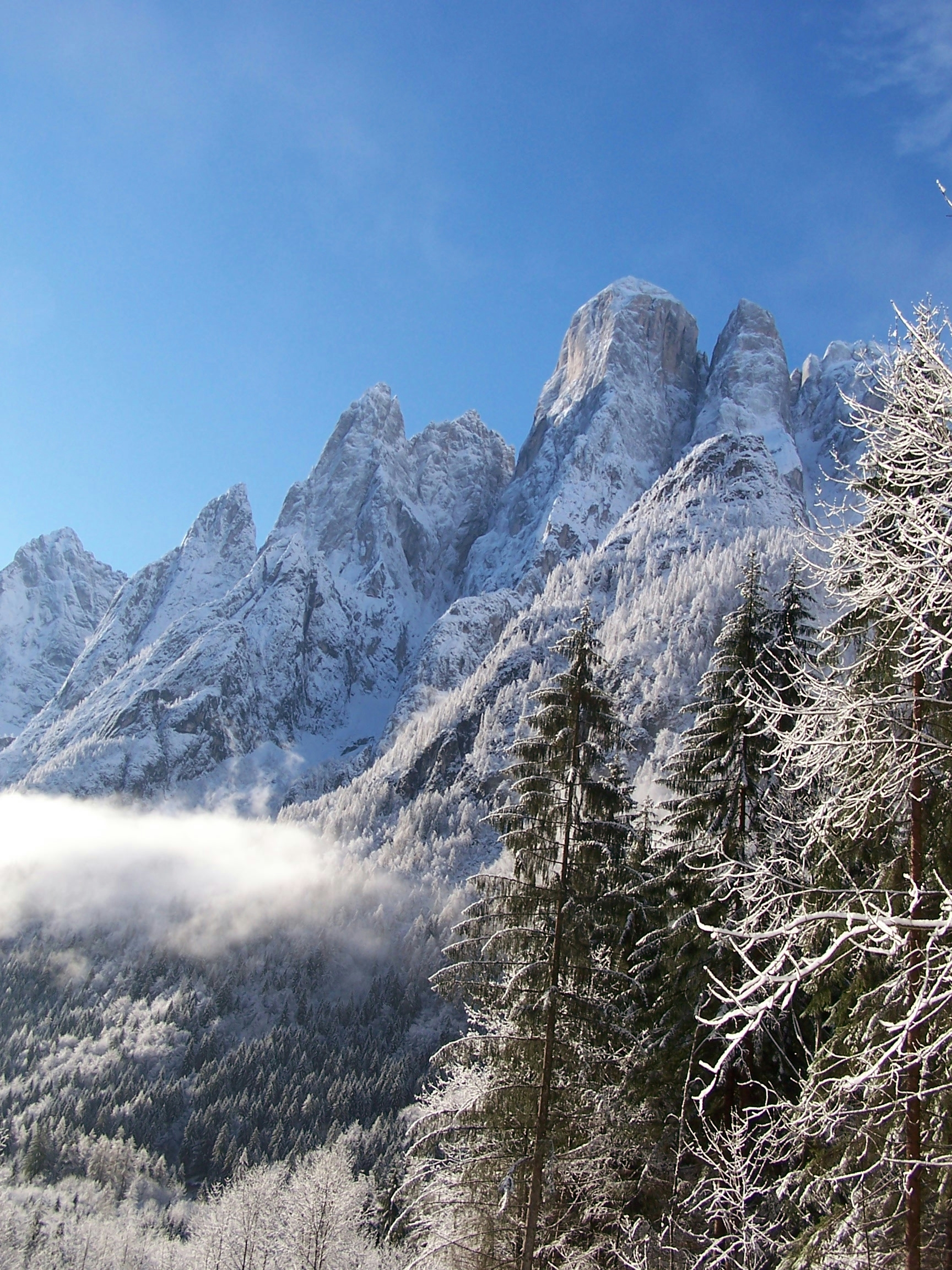
Parete Nord dell'Agner dalla Valle di San Lucano.

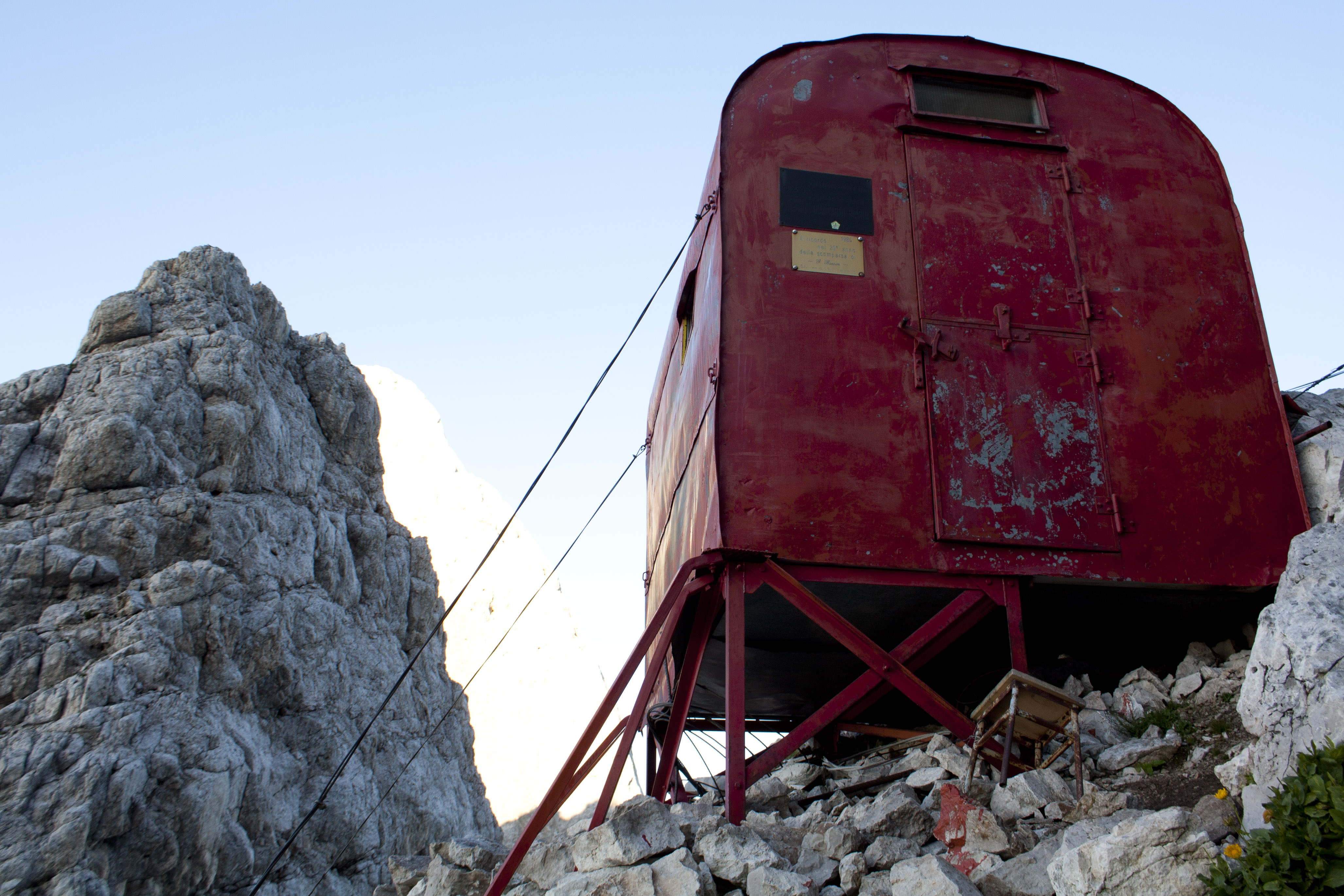
Il Bivacco Giancarlo Biasin.

La sua parete settentrionale che guarda verso la valle di San Lucano misura più di 1500 m di dislivello verticale ininterrotto. È la più alta delle Dolomiti, e si contende con altre il primato di parete più alta delle Alpi (a seconda dei parametri utilizzati il primato è conteso con l'Eiger e il Monte Rosa).
Secondo la parlata ladina, nella Conca Agordina essa viene denominata semplicemente "Piz" o "Spizzòn" (ovvero "Cima" o "Grande Cima") a cui è stato poi aggiunto dai primi cartografi il termine Agnèr, dal nome della malga posta sul suo versante Sud sopra all'abitato di Voltago.
Partendo da Est, l'Agner è la prima grande elevazione della Catena Meridionale delle Pale di San Martino ed è collegato ad ovest con il monte Croda Granda tramite una lunga serie di cime tra cui spiccano i Lastéi d'Agner. Ad est invece digrada con cime aguzze che calano via via di quota verso Taibon Agordino.
Sul suo versante sud è situato il rifugio Scarpa-Gurekian (l'unico rifugio della catena dell'Agnèr-Croda Granda) raggiungibile da Frassenè per la comoda mulattiera, mentre nei pressi della Forcella dello Spizzon è posto il bivacco Giancarlo Biasin, raggiungibile con itinerari impegnativi tramite la ferrata Stella Alpina, il sentiero attrezzato del Canalone o la Via Normale. Un ulteriore e sempre impegnativo sentiero attrezzato consente poi di raggiungere la cima.
Alla base della grande Parete Nord, in Valle di San Lucano c'è invece il Bivacco Cozzolino, importante punto d'appoggio per le ascensioni alpinistiche del versante settentrionale.

## Alpinismo
La cima del monte Agnèr venne salita nel 1875 da Cesare Tomè con i compagni Martino Gnech e Tommaso Da Col per quella che oggi è la via normale di salita alla cima.

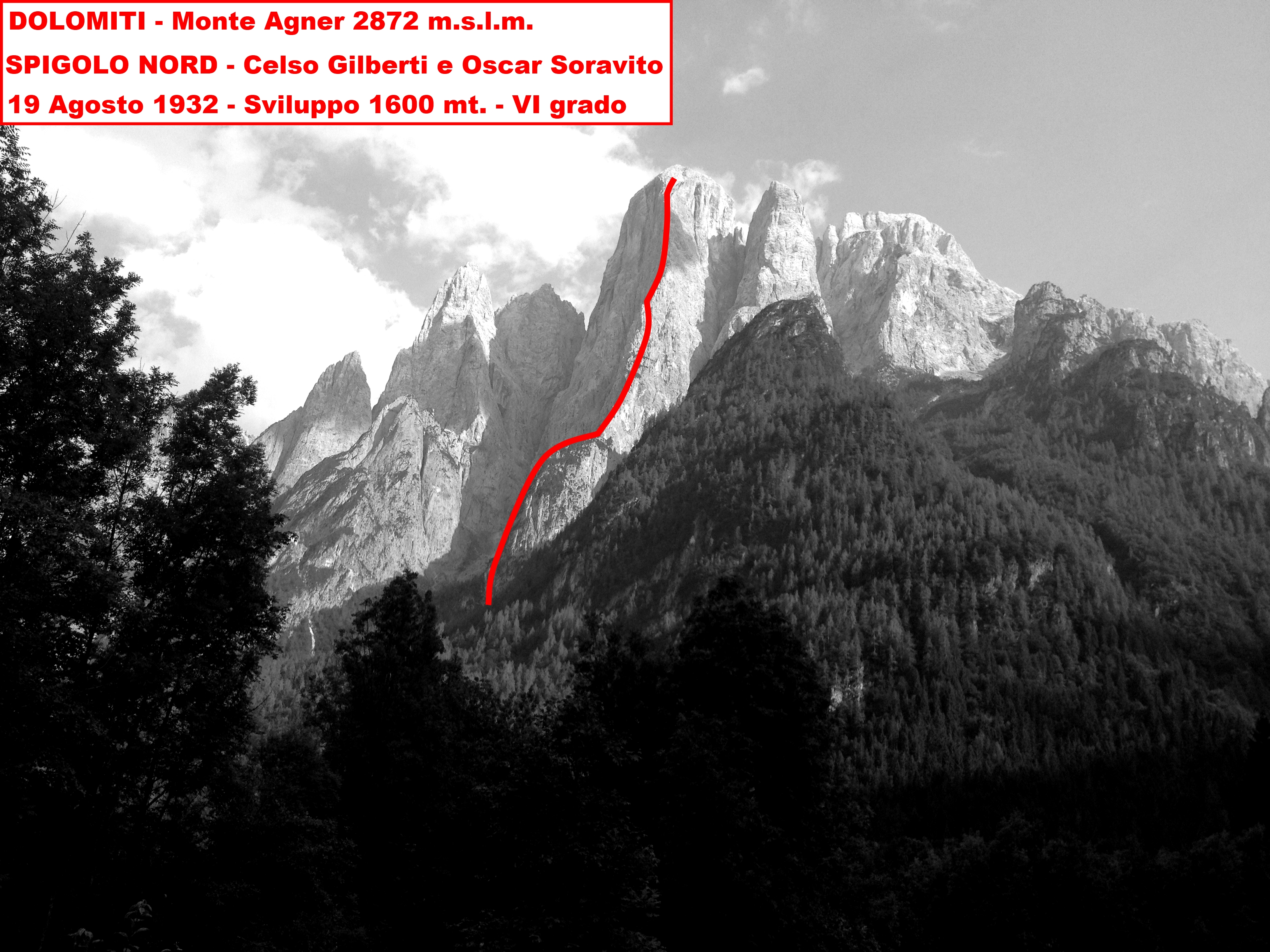
Spigolo Nord del Monte Agner, via Gilberti-Soravito

Dopo la prima guerra mondiale venne salita la gigantesca parete nord-est per merito della guida Francesco Jori coi compagni Arturo Andreoletti ed Alberto Zanutti. Il gruppo portò a termine la salita in due giorni nell'estate del 1921 e senza l'uso di chiodi, un'impresa che per l'epoca fu assolutamente straordinaria ma che, per la riservatezza dei salitori, non ebbe la meritata risonanza. Nel 1930 anche Attilio Tissi e Giovanni Andrich compirono una scalata sul versante sud-est, via che è rimasta irripetuta e misteriosa fino ai giorni nostri.
Ben più eco ebbe invece la successiva scalata dello spigolo nord da parte di Celso Gilberti ed Oscar Soravito che, dopo alcuni tentativi da parte di altri alpinisti, lo vinsero in giornata il 19 agosto 1932. Si tratta della via più lunga delle Dolomiti, con un dislivello di circa 1650 m ed uno sviluppo di poco maggiore e tocca il VI grado. Ancora oggi è una via classica molto ambita e ripetuta. Il 1939 è il turno della lavagna della parete nord-ovest che viene salita da Alfonso Vinci e Gianelia Bernasconi, con una scalata tormentata dall'imperversare del maltempo e che varrà a Vinci la medaglia d'oro al valore atletico.

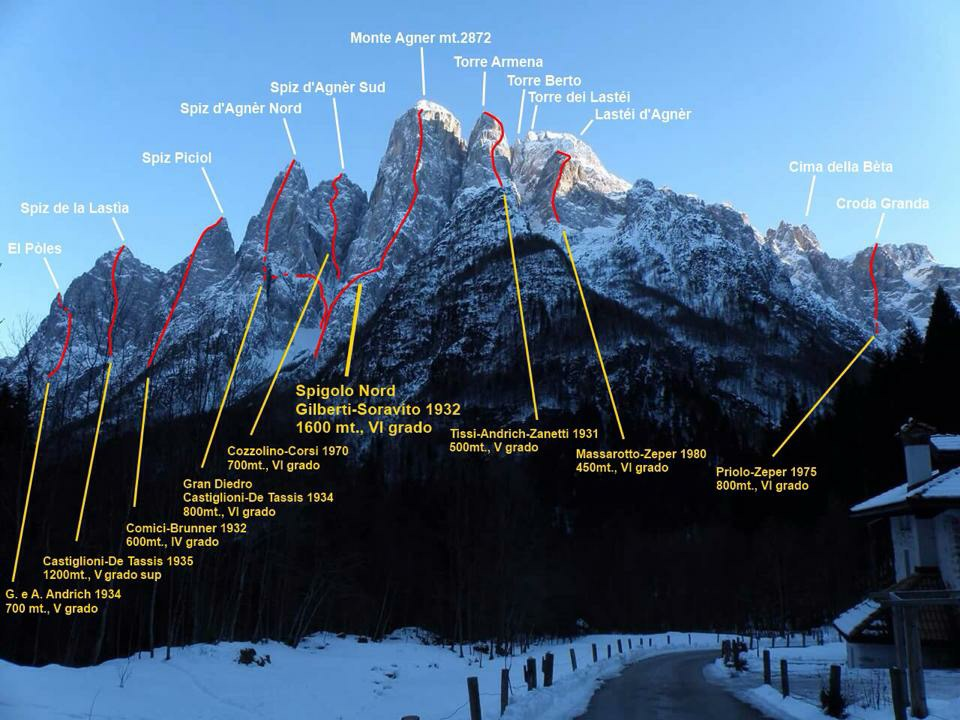
Vie alpinistiche storiche sulla Parete Nord dell'Agner

Per altre imprese sull'Agnèr bisogna attendere il 1950 quando venne salito lo spigolo sud-est da N. Flaiban e F. Pacherini e il 1955 in cui Vittorio Penzo ripercorse la via Jori in solitaria, poi nel 1967 i fratelli Gunther e Reinhold Messner con Heini Holzer aprirono una via lungo il lato sinistro della parete nord-est uscendo a sinistra del grande scudo giallo che domina la parete. L'anno successivo gli stessi Messner con Sepp Mayerl ripeterono la via Jori in inverno. Nello stesso anno, il 1968 una squadra di alpinisti polacchi, già attivi nei Monti del Sole e nella Schiara percorsero un itinerario tra la via dei Sudtirolesi e la via Jori.
È però a partire dagli anni ottanta che vi è un proliferare di vie nuove sulle pareti dell'Agnèr e dei suoi satelliti ad opera essenzialmente di due alpinisti: Riccardo Bee e Lorenzo Massarotto. Il primo tra il 1980 e il 1982 percorse: il canalone nord-ovest tra l'Agnèr e la Torre Armena con Sponga, una nuova via diretta alla parete nord-est che raddrizza la Sudtirolesi, il grande pilastro al centro della parete nord-ovest, la prima solitaria alla via Vinci-Bernasconi, il Gran Diedro della parete nord-ovest. Bee trovò la morte tra le rocce della parete nord-est nel dicembre del 1982 mentre tentava di aprire un nuovo itinerario. Massarotto esplorò sistematicamente tutte le pareti del massiccio aprendo numerose vie nuove, dal 1981 fino al 2004, tra cui: la "Via del cuore" alla parete nord-est, a sinistra della Sudtirolesi, la "Dante Guzzo", la "Luciano Cergol" e la Massarotto-Costantini nella fascia rocciosa tra lo spigolo e la via Jori, una via alla parete nord-ovest tra la Vinci e la Bee. 
Nel 1980 i cecoslovacchi Josef Rakoncaj e Jaromir Stejskal, dal 29 febbraio al 4 marzo, realizzarono la prima salita invernale della Via dei Sudtirolesi.
Nel 1990 ancora i cechi Miroslav e Michal Coubal tracciarono la "Storia infinita", una via estrema (fino ad VIII-) tra la Jori e la via dei Polacchi, ripetuta solamente nel dicembre del 2015 da Martin Dejori e Titus Prinoth. L'ultima nata, nel 2009, è la via di Ivo Ferrari e Renzo Corona "Tango per Marinella", nel diedro che chiude a sinistra il pilastro Bee.

## Ascensioni
Sul lato sud del monte salgono la via normale, esile sentiero con il tratto finale attrezzato, la via ferrata del Canalone, una ferrata che sale direttamente al bivacco Biasin attraverso il grande canalone rivolto verso il rifugio Scarpa-Gurekian e la ferrata Stella Alpina, molto difficile, che sale la parete dei Lastei d'Agnèr e raggiunge il bivacco traversando il grande piano inclinato. Dal bivacco un'ulteriore ferrata esposta sulla grande parete nord conduce alla panoramica vetta.
Come le dirimpettaie Pale di San Lucano, il gruppo dell'Agnèr presenta grandi zoccoli di fitta vegetazione, accessi scomodi e pareti smisurate che richiedono resistenza, esperienza e tenacia. Le vie, all'infuori del classico ed affollato spigolo nord, sono poco o per nulla frequentate, alcune attendono ancora la prima ripetizione. Le più famose sono:
- Spigolo nord, o Spigolo Gilberti-Soravito, è la via più famosa del gruppo, discretamente frequentata conta decine di ripetizioni ogni anno. Con i suoi 1650 m di dislivello e difficoltà fino al VI- vanta il primato di via alpinistica più lunga di tutte le Dolomiti. Fu percorso in prima solitaria nel 1956 da Mario Fabbri;
- Via Jori-Andreoletti-Zanutti: è la via dei primi salitori della parete nord-est ed è saltuariamente ripetuta. Pur non presentando passaggi di VI come l'adiacente spigolo, è ritenuta di pari impegno e si svolge tutta all'interno della ben visibile e lunghissima serie di canali e camini a sinistra dello spigolo (1500 m, IV e V);
- Via dei Sudtirolesi: anch'essa è saltuariamente ripetuta e si svolge per rampe nel lato sinistro della parete nord-est, esce per il marcato colatoio a sinistra del grande scudo giallo (1400 m, IV con passi di V+ e A1);
- Via del cuore, chiamata così perché è tracciata nel meandro più recondito del monte, a sinistra della Sudtirolesi; essa vince con lunghe traversate i grandi strapiombi accanto alla macchia a forma di cuore che li caratterizza (1300 m, VI- e A1);
- Via Vinci-Bernasconi, ripetuta di rado, si svolge lungo le placconate a destra dello spigolo lungo una serie di fessure collegate con lunghi traversi (1350 m, VI);
- Pilastro Riccardo Bee, considerato il capolavoro dell'alpinista bellunese è un itinerario estremo che sale la torre sporgente al centro della parete nord-ovest (750 m, difficoltà fino al VII).